# Rohrmoos (Oberstdorf)

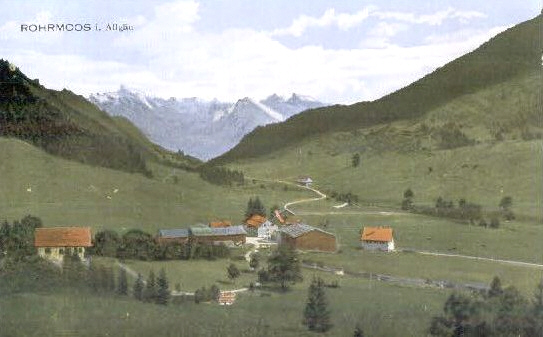
Rohrmoos um 1920

Rohrmoos (mundartlich: ins Rormos ning) ist ein Gemeindeteil der Marktgemeinde Oberstdorf im bayerisch-schwäbischen Landkreis Oberallgäu.

## Geografie
Diese größte Ansiedlung des Tales liegt etwa 1070 Meter über Meereshöhe, etwa in der Mitte des Starzlachtales (auch Rohrmoostal genannt), das sich – etwa in Ost-West-Richtung – vom Oberstdorfer Ortsteil Tiefenbach ausgehend über die Landesgrenze Richtung Sibratsgfäll im Bundesland Vorarlberg erstreckt. Rohrmoos ist über eine mautpflichtige Straße von Oberstdorf aus erreichbar, die Privatstraße führt von Rohrmoos aus weiter über den Rohrmoossattel in Richtung österreichische Grenze, ist jedoch ab Rohrmoos für den motorisierten Verkehr gesperrt. Die Verbindung wird jedoch häufig von Radtouristen benutzt.

## Ortsname
Der Ortsname bedeutet (Siedlung) am mit Röhricht bestandenen Moor/Sumpf.

## Geschichte

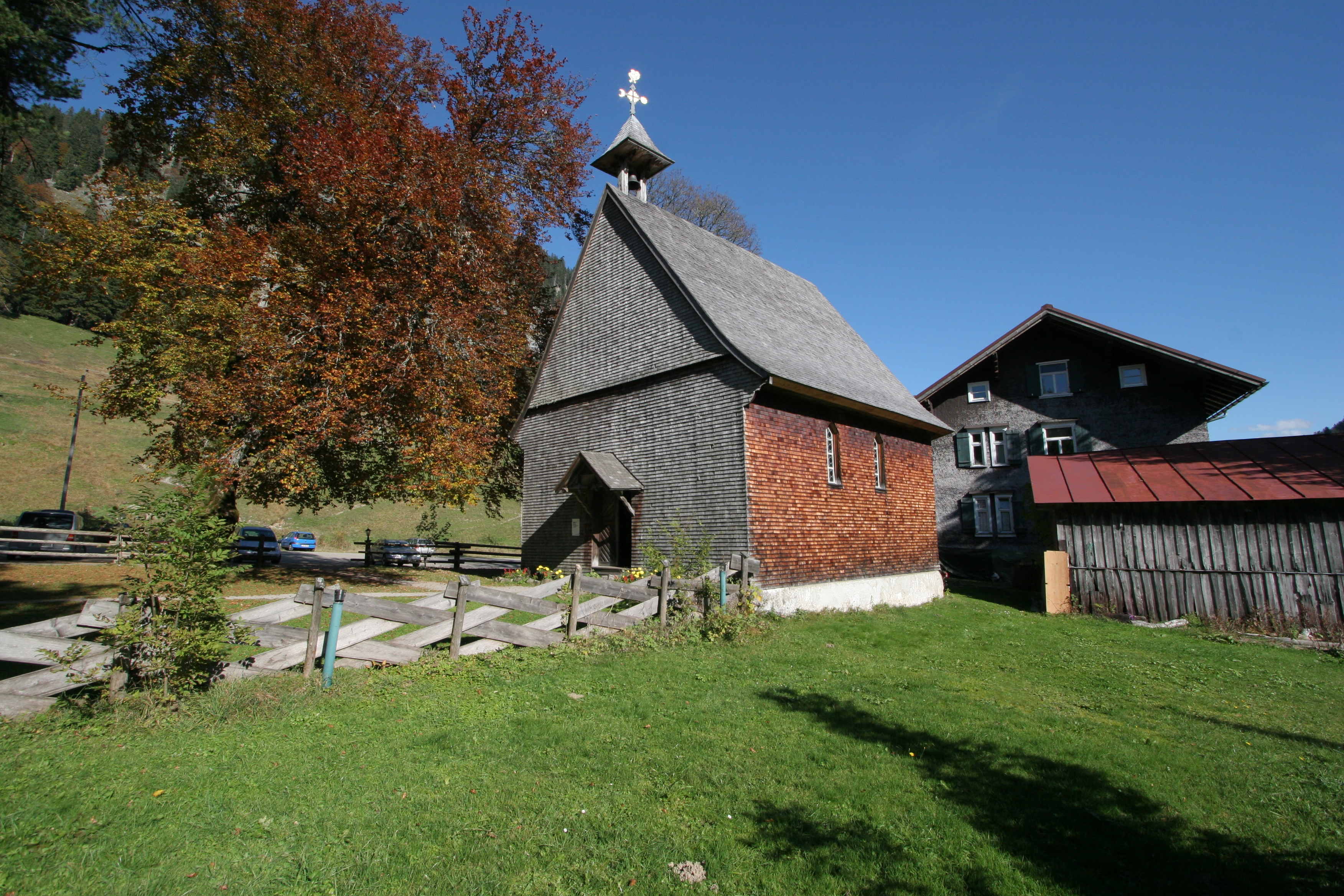
St. Anna

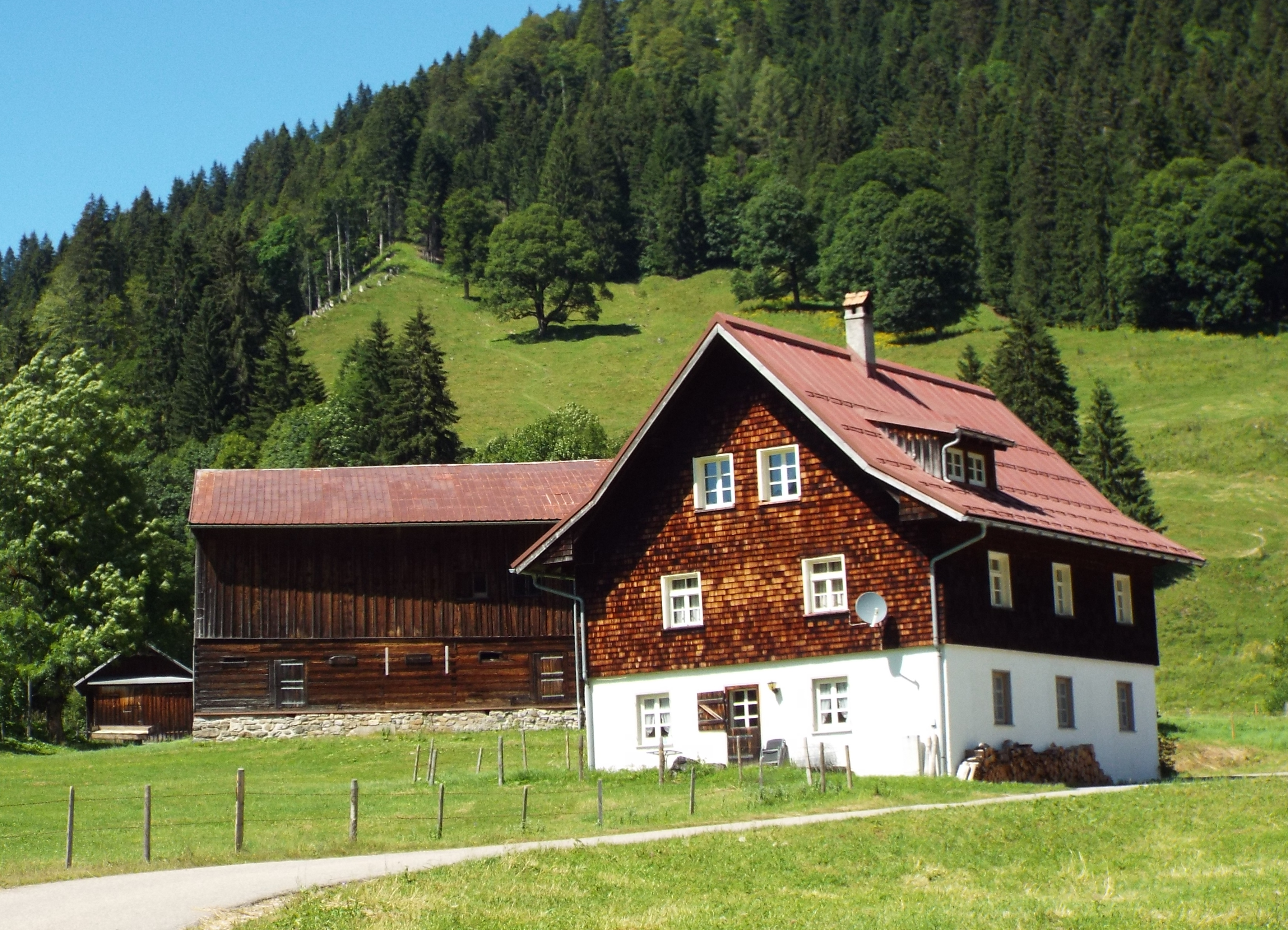
Sennalpe

Rohrmoos wurde erstmals urkundlich im Jahr 1361 mit dem Chuntz der Rormosaͤr von Rorgenmos erwähnt. Im 14. und 15. Jahrhundert bestand der Ort aus zwei ganzjährig genutzten Bauernhöfen. Anfang des 16. Jahrhunderts kaufte Graf Hans von Sonnenberg den gesamten Ort. Dieser Besitz ging später in die Familie Waldburg-Wolfegg und Waldsee über. 1568  wurde die Kapelle St. Anna durch Truchsess Jakob und seine Gemahlin Johanna erbaut. In den historischen Belegen wurde Rohrmoos immer wieder mit der Alpe Breitacher Tal genannt, die stiftskemptische bzw. rothenfelsische Lehen war. Im Jahr 1608 wurden zwei Sennhöfe in Rohrmoss verzeichnet. 1784 wurde eine Alpe erwähnt, auf der 700 Stück Vieh sömmerten und 100 Stück winterten. Ein fürstliches Jagdhaus und ein Forsthaus wurden im 1907 erbaut.

## Sehenswürdigkeiten
- In Rohrmoos befindet sich neben einem Berggasthof die St.-Anna-Kapelle, die älteste Holzkapelle Süddeutschlands, zugleich eine der ältesten erhaltenen Holzkirchen in Europa. Sie wurde 1568 erbaut auf Veranlassung von Reichserbtruchseß Jakob von Waldburg-Wolfegg. Innen ist sie mit Malereien ausgeschmückt. An der Westwand befindet sich eine figurenreiche Darstellung des Jüngsten Gerichts.
- Die Starzlach, ein Nebenfluss der Breitach, entspringt etwas westlich von Rohrmoos, kurz vor der (nur im Sommerhalbjahr bewirtschafteten) Aibele Alpe an einer europäischen Wasserscheide.

Siehe auch: Liste der Baudenkmäler in Rohrmoos